# هو بینگ
هو بینگ مدل، بازیگر و مجری اهل چین است.
وی در تاریخ ۱۴ فوریه ۱۹۷۱ در شهر هانژو متولد شد. هو بینگ فعالیت خود در رشته حیطه مدلینگ را در سال ۱۹۹۰ و با قرار گرفتن در بین ده مدل برتر بالای بیست سال در چین آغاز کرد. یک سال بعد، در در ژانویه ۱۹۹۱ به عنوان جذابترین مرد حاضر در بین مدل‌های حاضر در کشور چین کسب کرد و راهی فستیوال‌های بین‌المللی شد. بینگ در طول فعالیت حرفه ای خود، با سه برند بزرگ پوشاک ایتالیا، به عنوان مدل فعالیت داشته‌است.
او به عنوان بازیگر هم در ۱۶ پروژه حضور داشته‌است.